# Borja Valero
Borja Valero Iglesias, född 12 januari 1985 i Madrid, är en spansk före detta fotbollsspelare. Han var mest känd för sin teknik och passningsförmåga under karriären. Han började sin karriär i Real Madrid men spelade aldrig för A-laget. Sedan spelade han även för Mallorca, West Bromwich Albion, Villarreal, Inter och Fiorentina. 

## Karriär

### Real Madrid
Valero är född i Madrid, och började spela för Real Madrid i ungdomslaget. Han spelade bara två matcher i A-laget. Han debuterade 2006 i Copa del Rey. Han fick även hoppa in i Champions League-match mot Dynamo Kiev. Annars spelade han för B-laget i Segunda Division.

### Mallorca
I augusti 2007 skrev han på ett femårs-kontrakt med Mallorca. Han gjorde sitt första mål den 17 maj 2008 mot Recreativo. I augusti 2008 köptes Borja Valero för 7 miljoner euro av West Bromwich Albion, där han skrev på ett fyraårskontrakt.

### West Bromwich Albion
När det blev klart att WBA skulle åka ur Premier League sa Borja att han tänkte stanna i klubben. Han ändrade sig dock och blev utlånad till Mallorca igen. Mallorca hade en option inbakat i lånet och köpte tillbaka honom. Han gjorde succé i Mallorca och vann det prestigefyllda priset Balón Award som bästa spanska spelare i La Liga.

### Villarreal
2010–11, blev det klart att Borja Valero skulle bli utlånad till Villarreal hela säsongen samt att övergången skulle bli permanent efter säsongen var färdigspelad. Villarreal kom fyra i ligan och fick kvala till Champions League. I juli 2011 gick Borja permanent till Villarreal. 2012 gjorde Villarreal en bedrövlig säsong och åkte ur La Liga.

### Fiorentina
Den 1 augusti 2012 kom Fiorentina överens med Villarreal och han gick tillsammans med lagkompisen Gonzalo till Fiorentina. Valero blev genast en nyckelspelare och gjorde 5 ligamål på 37 matcher och hela 11 assist när laget tog en plats till Euro League. Han blev även uttagen i årets lag i Goal.com's Serie A Team of the Season.

### Inter
Den 10 juli 2017 blev Valero klar för den italienska klubben Inter. Värvningen från Fiorentina gick på cirka 7 miljoner euro. 

### Återkomst i Fiorentina
Den 16 september 2020 återvände Valero till Fiorentina efter tre år i Inter. Han skrev på ett ettårskontrakt med klubben.
Den 30 juni 2021 meddelade Valero att han avslutade sin fotbollskarriär.